# Kevin Sorenson
L'Honorable Kevin A. Sorenson (né le 3 novembre 1958 à Killam, Alberta) est un homme politique canadien

## Biographie
Il a été député à la Chambre des communes du Canada, représentant la circonscription albertaine de Crowfoot depuis l'élection de 2000, d'abord sous la bannière de l'Alliance canadienne, et depuis 2003 sous la bannière du Parti conservateur du Canada.
Il est un ancien homme d'affaires et agriculteur, et un grand défenseur des cultures génétiquement modifiées — il s'intéresse particulièrement à la culture des tomates, qui ont été modifiées pour résister au climat rigoureux du Canada.
Dans l'opposition, il a été porte-parole en matière de Sécurité publique et Protection civile et au Solliciteur général. Il est actuellement président du Comité permanent des affaires étrangères et du développement international de la Chambre des communes, ainsi que du Sous-comité du programme et de la procédure du Comité permanent des affaires étrangères et du développement international.